# Loup à crinière
Chrysocyon brachyurus
Genre
Espèce
Répartition géographique
Statut de conservation UICN

 NT  : Quasi menacé
Synonymes
- Canis brachyurus
- Canis campestris
- Canis isodactylus
- Canis jubatus
- Vulpes cancrosa

Statut CITES
Le loup à crinière  (Chrysocyon brachyurus) est une espèce de carnivores de la famille des canidés, originaire de l'Amérique du Sud. Il est le seul représentant de son genre :  Chrysocyon. Bien que ressemblant à un loup ou à un grand renard, le loup à crinière est génétiquement distinct de tous les autres canidés.

## Description

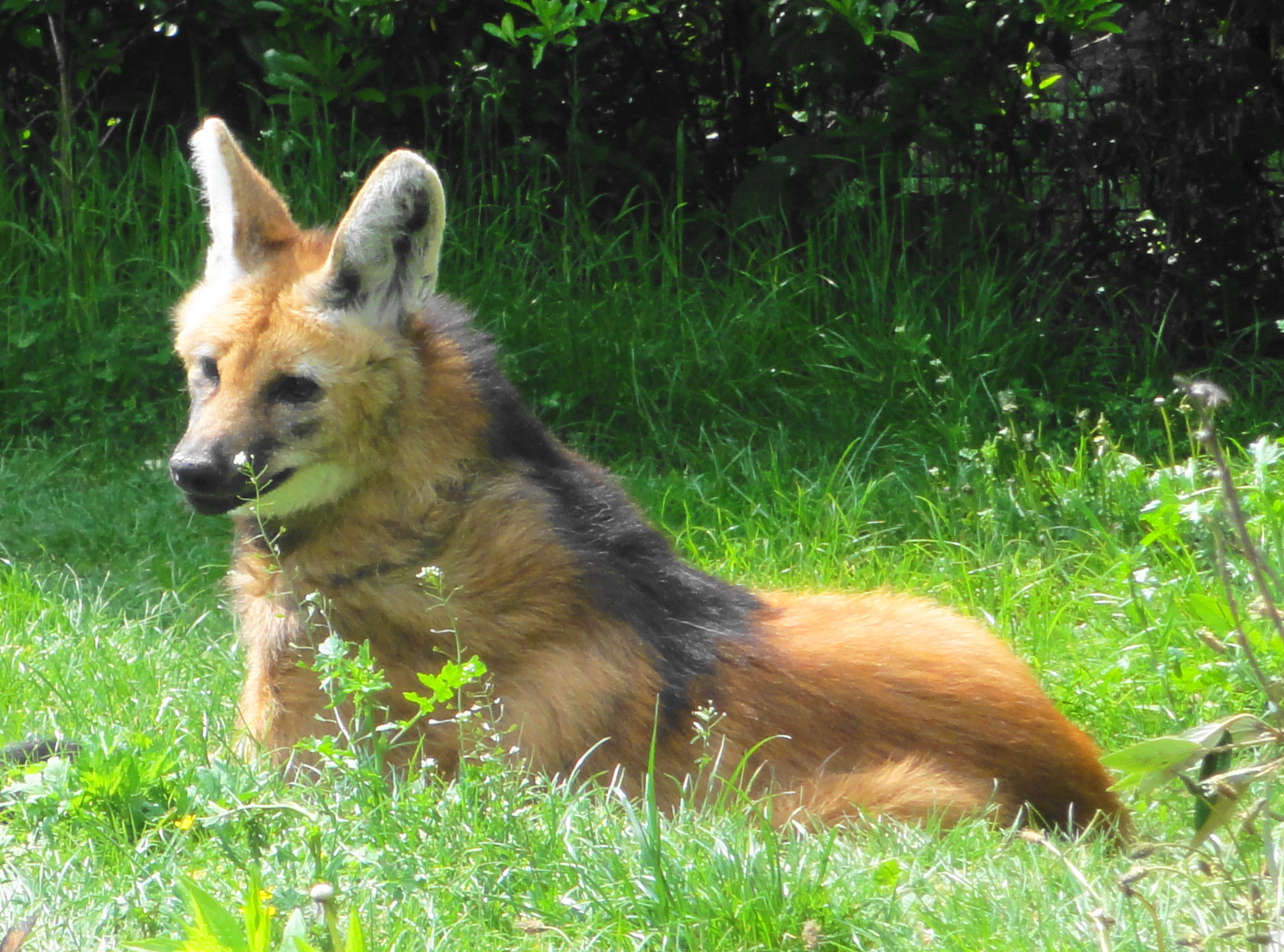
Loup à crinière (Chrysocyon brachyurus)

Le loup à crinière doit surtout son nom à la présence d'une longue et abondante toison noire sur son encolure et sur ses épaules. Par ailleurs, son allure et son aspect de loup, bien qu'il puisse d'ailleurs aussi ressembler à un renard à longues pattes, conforte cette appellation. Sa queue est relativement courte, les oreilles sont redressées, et le pelage — de texture plus souple que chez les autres canidés — ne comporte pas de sous-poil.
Les longues pattes fines du loup à crinière sont adaptées à son milieu de vie, essentiellement constitué par de hautes herbes : le cerrado. Malgré son apparence, ce n'est pas un coureur rapide. Mais ses grandes oreilles lui permettent de détecter les petites proies dont il se nourrit.

### Famille
|  | Speothos venaticus (chien des buissons)                                                                                        |
|  | |
|  | \| \| Chrysocyon brachyurus (loup à crinière) (Fig. 10) \| \| \| \| \| \| †Dusicyon australis (loup des Malouines) \| \| \| \| |
|  | |
|  | Chrysocyon brachyurus (loup à crinière) (Fig. 10)                                                                              |
|  | |
|  | †Dusicyon australis (loup des Malouines)                                                                                       |
|  | |

|  | Chrysocyon brachyurus (loup à crinière) (Fig. 10) |
|  |                                                   |
|  | †Dusicyon australis (loup des Malouines)          |
|  |                                                   |

|  | Lycalopex griseus (renard gris d'Argentine) |
|  |                                             |
|  | Lycalopex gymnocercus (renard d'Aszara)     |
|  |                                             |

|  | Lycalopex culpaeus (renard de Magellan ou renard des Andes)                  |
|  |                                                                              |
|  | Lycalopex sechurae (renard du désert austral ou renard du desert de Sechura) |
|  |                                                                              |

|  | Lycalopex griseus (renard gris d'Argentine) |
|  |                                             |
|  | Lycalopex gymnocercus (renard d'Aszara)     |
|  |                                             |

|  | Lycalopex culpaeus (renard de Magellan ou renard des Andes)                  |
|  |                                                                              |
|  | Lycalopex sechurae (renard du désert austral ou renard du desert de Sechura) |
|  |                                                                              |

|  | Lycalopex griseus (renard gris d'Argentine) |
|  |                                             |
|  | Lycalopex gymnocercus (renard d'Aszara)     |
|  |                                             |

|  | Lycalopex culpaeus (renard de Magellan ou renard des Andes)                  |
|  |                                                                              |
|  | Lycalopex sechurae (renard du désert austral ou renard du desert de Sechura) |
|  |                                                                              |

|  | Lycalopex griseus (renard gris d'Argentine) |
|  |                                             |
|  | Lycalopex gymnocercus (renard d'Aszara)     |
|  |                                             |

|  | Lycalopex culpaeus (renard de Magellan ou renard des Andes)                  |
|  |                                                                              |
|  | Lycalopex sechurae (renard du désert austral ou renard du desert de Sechura) |
|  |                                                                              |

|  | Lycalopex griseus (renard gris d'Argentine) |
|  |                                             |
|  | Lycalopex gymnocercus (renard d'Aszara)     |
|  |                                             |

|  | Lycalopex culpaeus (renard de Magellan ou renard des Andes)                  |
|  |                                                                              |
|  | Lycalopex sechurae (renard du désert austral ou renard du desert de Sechura) |
|  |                                                                              |

|  | Lycalopex griseus (renard gris d'Argentine) |
|  |                                             |
|  | Lycalopex gymnocercus (renard d'Aszara)     |
|  |                                             |

|  | Lycalopex culpaeus (renard de Magellan ou renard des Andes)                  |
|  |                                                                              |
|  | Lycalopex sechurae (renard du désert austral ou renard du desert de Sechura) |
|  |                                                                              |

|  | Lycalopex griseus (renard gris d'Argentine) |
|  |                                             |
|  | Lycalopex gymnocercus (renard d'Aszara)     |
|  |                                             |

|  | Lycalopex culpaeus (renard de Magellan ou renard des Andes)                  |
|  |                                                                              |
|  | Lycalopex sechurae (renard du désert austral ou renard du desert de Sechura) |
|  |                                                                              |

|  | Lycalopex griseus (renard gris d'Argentine) |
|  |                                             |
|  | Lycalopex gymnocercus (renard d'Aszara)     |
|  |                                             |

|  | Lycalopex culpaeus (renard de Magellan ou renard des Andes)                  |
|  |                                                                              |
|  | Lycalopex sechurae (renard du désert austral ou renard du desert de Sechura) |
|  |                                                                              |

|  | Lycalopex griseus (renard gris d'Argentine) |
|  |                                             |
|  | Lycalopex gymnocercus (renard d'Aszara)     |
|  |                                             |

|  | Lycalopex culpaeus (renard de Magellan ou renard des Andes)                  |
|  |                                                                              |
|  | Lycalopex sechurae (renard du désert austral ou renard du desert de Sechura) |
|  |                                                                              |

|  | Lycalopex griseus (renard gris d'Argentine) |
|  |                                             |
|  | Lycalopex gymnocercus (renard d'Aszara)     |
|  |                                             |

|  | Lycalopex culpaeus (renard de Magellan ou renard des Andes)                  |
|  |                                                                              |
|  | Lycalopex sechurae (renard du désert austral ou renard du desert de Sechura) |
|  |                                                                              |

|  | Lycalopex griseus (renard gris d'Argentine) |
|  |                                             |
|  | Lycalopex gymnocercus (renard d'Aszara)     |
|  |                                             |

|  | Lycalopex culpaeus (renard de Magellan ou renard des Andes)                  |
|  |                                                                              |
|  | Lycalopex sechurae (renard du désert austral ou renard du desert de Sechura) |
|  |                                                                              |

|  | Lycalopex griseus (renard gris d'Argentine) |
|  |                                             |
|  | Lycalopex gymnocercus (renard d'Aszara)     |
|  |                                             |

|  | Lycalopex culpaeus (renard de Magellan ou renard des Andes)                  |
|  |                                                                              |
|  | Lycalopex sechurae (renard du désert austral ou renard du desert de Sechura) |
|  |                                                                              |

|  | Lycalopex griseus (renard gris d'Argentine) |
|  |                                             |
|  | Lycalopex gymnocercus (renard d'Aszara)     |
|  |                                             |

|  | Lycalopex culpaeus (renard de Magellan ou renard des Andes)                  |
|  |                                                                              |
|  | Lycalopex sechurae (renard du désert austral ou renard du desert de Sechura) |
|  |                                                                              |

|  | Lycalopex griseus (renard gris d'Argentine) |
|  |                                             |
|  | Lycalopex gymnocercus (renard d'Aszara)     |
|  |                                             |

|  | Lycalopex culpaeus (renard de Magellan ou renard des Andes)                  |
|  |                                                                              |
|  | Lycalopex sechurae (renard du désert austral ou renard du desert de Sechura) |
|  |                                                                              |

|  | Lycalopex griseus (renard gris d'Argentine) |
|  |                                             |
|  | Lycalopex gymnocercus (renard d'Aszara)     |
|  |                                             |

|  | Lycalopex culpaeus (renard de Magellan ou renard des Andes)                  |
|  |                                                                              |
|  | Lycalopex sechurae (renard du désert austral ou renard du desert de Sechura) |
|  |                                                                              |

|  | Lycalopex griseus (renard gris d'Argentine) |
|  |                                             |
|  | Lycalopex gymnocercus (renard d'Aszara)     |
|  |                                             |

|  | Lycalopex culpaeus (renard de Magellan ou renard des Andes)                  |
|  |                                                                              |
|  | Lycalopex sechurae (renard du désert austral ou renard du desert de Sechura) |
|  |                                                                              |

|  | Lycalopex griseus (renard gris d'Argentine) |
|  |                                             |
|  | Lycalopex gymnocercus (renard d'Aszara)     |
|  |                                             |

|  | Lycalopex culpaeus (renard de Magellan ou renard des Andes)                  |
|  |                                                                              |
|  | Lycalopex sechurae (renard du désert austral ou renard du desert de Sechura) |
|  |                                                                              |

|  | Lycalopex griseus (renard gris d'Argentine) |
|  |                                             |
|  | Lycalopex gymnocercus (renard d'Aszara)     |
|  |                                             |

|  | Lycalopex culpaeus (renard de Magellan ou renard des Andes)                  |
|  |                                                                              |
|  | Lycalopex sechurae (renard du désert austral ou renard du desert de Sechura) |
|  |                                                                              |

|  | Lycalopex griseus (renard gris d'Argentine) |
|  |                                             |
|  | Lycalopex gymnocercus (renard d'Aszara)     |
|  |                                             |

|  | Lycalopex culpaeus (renard de Magellan ou renard des Andes)                  |
|  |                                                                              |
|  | Lycalopex sechurae (renard du désert austral ou renard du desert de Sechura) |
|  |                                                                              |

|  | Lycalopex griseus (renard gris d'Argentine) |
|  |                                             |
|  | Lycalopex gymnocercus (renard d'Aszara)     |
|  |                                             |

|  | Lycalopex culpaeus (renard de Magellan ou renard des Andes)                  |
|  |                                                                              |
|  | Lycalopex sechurae (renard du désert austral ou renard du desert de Sechura) |
|  |                                                                              |

|  | Lycalopex griseus (renard gris d'Argentine) |
|  |                                             |
|  | Lycalopex gymnocercus (renard d'Aszara)     |
|  |                                             |

|  | Lycalopex culpaeus (renard de Magellan ou renard des Andes)                  |
|  |                                                                              |
|  | Lycalopex sechurae (renard du désert austral ou renard du desert de Sechura) |
|  |                                                                              |

|  | Lycalopex griseus (renard gris d'Argentine) |
|  |                                             |
|  | Lycalopex gymnocercus (renard d'Aszara)     |
|  |                                             |

|  | Lycalopex culpaeus (renard de Magellan ou renard des Andes)                  |
|  |                                                                              |
|  | Lycalopex sechurae (renard du désert austral ou renard du desert de Sechura) |
|  |                                                                              |

|  | Lycalopex griseus (renard gris d'Argentine) |
|  |                                             |
|  | Lycalopex gymnocercus (renard d'Aszara)     |
|  |                                             |

|  | Lycalopex culpaeus (renard de Magellan ou renard des Andes)                  |
|  |                                                                              |
|  | Lycalopex sechurae (renard du désert austral ou renard du desert de Sechura) |
|  |                                                                              |

|  | Lycalopex griseus (renard gris d'Argentine) |
|  |                                             |
|  | Lycalopex gymnocercus (renard d'Aszara)     |
|  |                                             |

|  | Lycalopex culpaeus (renard de Magellan ou renard des Andes)                  |
|  |                                                                              |
|  | Lycalopex sechurae (renard du désert austral ou renard du desert de Sechura) |
|  |                                                                              |

|  | Lycalopex griseus (renard gris d'Argentine) |
|  |                                             |
|  | Lycalopex gymnocercus (renard d'Aszara)     |
|  |                                             |

|  | Lycalopex culpaeus (renard de Magellan ou renard des Andes)                  |
|  |                                                                              |
|  | Lycalopex sechurae (renard du désert austral ou renard du desert de Sechura) |
|  |                                                                              |

|  | Lycalopex griseus (renard gris d'Argentine) |
|  |                                             |
|  | Lycalopex gymnocercus (renard d'Aszara)     |
|  |                                             |

|  | Lycalopex culpaeus (renard de Magellan ou renard des Andes)                  |
|  |                                                                              |
|  | Lycalopex sechurae (renard du désert austral ou renard du desert de Sechura) |
|  |                                                                              |

|  | Lycalopex griseus (renard gris d'Argentine) |
|  |                                             |
|  | Lycalopex gymnocercus (renard d'Aszara)     |
|  |                                             |

|  | Lycalopex culpaeus (renard de Magellan ou renard des Andes)                  |
|  |                                                                              |
|  | Lycalopex sechurae (renard du désert austral ou renard du desert de Sechura) |
|  |                                                                              |

|  | Lycalopex griseus (renard gris d'Argentine) |
|  |                                             |
|  | Lycalopex gymnocercus (renard d'Aszara)     |
|  |                                             |

|  | Lycalopex culpaeus (renard de Magellan ou renard des Andes)                  |
|  |                                                                              |
|  | Lycalopex sechurae (renard du désert austral ou renard du desert de Sechura) |
|  |                                                                              |

|  | Lycalopex griseus (renard gris d'Argentine) |
|  |                                             |
|  | Lycalopex gymnocercus (renard d'Aszara)     |
|  |                                             |

|  | Lycalopex culpaeus (renard de Magellan ou renard des Andes)                  |
|  |                                                                              |
|  | Lycalopex sechurae (renard du désert austral ou renard du desert de Sechura) |
|  |                                                                              |

|  | Lycalopex griseus (renard gris d'Argentine) |
|  |                                             |
|  | Lycalopex gymnocercus (renard d'Aszara)     |
|  |                                             |

|  | Lycalopex culpaeus (renard de Magellan ou renard des Andes)                  |
|  |                                                                              |
|  | Lycalopex sechurae (renard du désert austral ou renard du desert de Sechura) |
|  |                                                                              |

|  | Lycalopex griseus (renard gris d'Argentine) |
|  |                                             |
|  | Lycalopex gymnocercus (renard d'Aszara)     |
|  |                                             |

|  | Lycalopex culpaeus (renard de Magellan ou renard des Andes)                  |
|  |                                                                              |
|  | Lycalopex sechurae (renard du désert austral ou renard du desert de Sechura) |
|  |                                                                              |

|  | Lycalopex griseus (renard gris d'Argentine) |
|  |                                             |
|  | Lycalopex gymnocercus (renard d'Aszara)     |
|  |                                             |

|  | Lycalopex culpaeus (renard de Magellan ou renard des Andes)                  |
|  |                                                                              |
|  | Lycalopex sechurae (renard du désert austral ou renard du desert de Sechura) |
|  |                                                                              |

|  | Lycalopex griseus (renard gris d'Argentine) |
|  |                                             |
|  | Lycalopex gymnocercus (renard d'Aszara)     |
|  |                                             |

|  | Lycalopex culpaeus (renard de Magellan ou renard des Andes)                  |
|  |                                                                              |
|  | Lycalopex sechurae (renard du désert austral ou renard du desert de Sechura) |
|  |                                                                              |

|  | Lycalopex griseus (renard gris d'Argentine) |
|  |                                             |
|  | Lycalopex gymnocercus (renard d'Aszara)     |
|  |                                             |

|  | Lycalopex culpaeus (renard de Magellan ou renard des Andes)                  |
|  |                                                                              |
|  | Lycalopex sechurae (renard du désert austral ou renard du desert de Sechura) |
|  |                                                                              |

|  | Lycalopex griseus (renard gris d'Argentine) |
|  |                                             |
|  | Lycalopex gymnocercus (renard d'Aszara)     |
|  |                                             |

|  | Lycalopex culpaeus (renard de Magellan ou renard des Andes)                  |
|  |                                                                              |
|  | Lycalopex sechurae (renard du désert austral ou renard du desert de Sechura) |
|  |                                                                              |

|  | Lycalopex griseus (renard gris d'Argentine) |
|  |                                             |
|  | Lycalopex gymnocercus (renard d'Aszara)     |
|  |                                             |

|  | Lycalopex culpaeus (renard de Magellan ou renard des Andes)                  |
|  |                                                                              |
|  | Lycalopex sechurae (renard du désert austral ou renard du desert de Sechura) |
|  |                                                                              |

|  | Lycalopex griseus (renard gris d'Argentine) |
|  |                                             |
|  | Lycalopex gymnocercus (renard d'Aszara)     |
|  |                                             |

|  | Lycalopex culpaeus (renard de Magellan ou renard des Andes)                  |
|  |                                                                              |
|  | Lycalopex sechurae (renard du désert austral ou renard du desert de Sechura) |
|  |                                                                              |

|  | Lycalopex griseus (renard gris d'Argentine) |
|  |                                             |
|  | Lycalopex gymnocercus (renard d'Aszara)     |
|  |                                             |

|  | Lycalopex culpaeus (renard de Magellan ou renard des Andes)                  |
|  |                                                                              |
|  | Lycalopex sechurae (renard du désert austral ou renard du desert de Sechura) |
|  |                                                                              |

|  | Lycalopex griseus (renard gris d'Argentine) |
|  |                                             |
|  | Lycalopex gymnocercus (renard d'Aszara)     |
|  |                                             |

|  | Lycalopex culpaeus (renard de Magellan ou renard des Andes)                  |
|  |                                                                              |
|  | Lycalopex sechurae (renard du désert austral ou renard du desert de Sechura) |
|  |                                                                              |

|  | Lycalopex griseus (renard gris d'Argentine) |
|  |                                             |
|  | Lycalopex gymnocercus (renard d'Aszara)     |
|  |                                             |

|  | Lycalopex culpaeus (renard de Magellan ou renard des Andes)                  |
|  |                                                                              |
|  | Lycalopex sechurae (renard du désert austral ou renard du desert de Sechura) |
|  |                                                                              |

|  | Lycalopex griseus (renard gris d'Argentine) |
|  |                                             |
|  | Lycalopex gymnocercus (renard d'Aszara)     |
|  |                                             |

|  | Lycalopex culpaeus (renard de Magellan ou renard des Andes)                  |
|  |                                                                              |
|  | Lycalopex sechurae (renard du désert austral ou renard du desert de Sechura) |
|  |                                                                              |

|  | Lycalopex griseus (renard gris d'Argentine) |
|  |                                             |
|  | Lycalopex gymnocercus (renard d'Aszara)     |
|  |                                             |

|  | Lycalopex culpaeus (renard de Magellan ou renard des Andes)                  |
|  |                                                                              |
|  | Lycalopex sechurae (renard du désert austral ou renard du desert de Sechura) |
|  |                                                                              |

|  | Lycalopex griseus (renard gris d'Argentine) |
|  |                                             |
|  | Lycalopex gymnocercus (renard d'Aszara)     |
|  |                                             |

|  | Lycalopex culpaeus (renard de Magellan ou renard des Andes)                  |
|  |                                                                              |
|  | Lycalopex sechurae (renard du désert austral ou renard du desert de Sechura) |
|  |                                                                              |

|  | Lycalopex griseus (renard gris d'Argentine) |
|  |                                             |
|  | Lycalopex gymnocercus (renard d'Aszara)     |
|  |                                             |

|  | Lycalopex culpaeus (renard de Magellan ou renard des Andes)                  |
|  |                                                                              |
|  | Lycalopex sechurae (renard du désert austral ou renard du desert de Sechura) |
|  |                                                                              |

|  | Lycalopex griseus (renard gris d'Argentine) |
|  |                                             |
|  | Lycalopex gymnocercus (renard d'Aszara)     |
|  |                                             |

|  | Lycalopex culpaeus (renard de Magellan ou renard des Andes)                  |
|  |                                                                              |
|  | Lycalopex sechurae (renard du désert austral ou renard du desert de Sechura) |
|  |                                                                              |

|  | Lycalopex griseus (renard gris d'Argentine) |
|  |                                             |
|  | Lycalopex gymnocercus (renard d'Aszara)     |
|  |                                             |

|  | Lycalopex culpaeus (renard de Magellan ou renard des Andes)                  |
|  |                                                                              |
|  | Lycalopex sechurae (renard du désert austral ou renard du desert de Sechura) |
|  |                                                                              |

|  | Lycalopex griseus (renard gris d'Argentine) |
|  |                                             |
|  | Lycalopex gymnocercus (renard d'Aszara)     |
|  |                                             |

|  | Lycalopex culpaeus (renard de Magellan ou renard des Andes)                  |
|  |                                                                              |
|  | Lycalopex sechurae (renard du désert austral ou renard du desert de Sechura) |
|  |                                                                              |

|  | Lycalopex griseus (renard gris d'Argentine) |
|  |                                             |
|  | Lycalopex gymnocercus (renard d'Aszara)     |
|  |                                             |

|  | Lycalopex culpaeus (renard de Magellan ou renard des Andes)                  |
|  |                                                                              |
|  | Lycalopex sechurae (renard du désert austral ou renard du desert de Sechura) |
|  |                                                                              |

|  | Lycalopex griseus (renard gris d'Argentine) |
|  |                                             |
|  | Lycalopex gymnocercus (renard d'Aszara)     |
|  |                                             |

|  | Lycalopex culpaeus (renard de Magellan ou renard des Andes)                  |
|  |                                                                              |
|  | Lycalopex sechurae (renard du désert austral ou renard du desert de Sechura) |
|  |                                                                              |

|  | Lycalopex griseus (renard gris d'Argentine) |
|  |                                             |
|  | Lycalopex gymnocercus (renard d'Aszara)     |
|  |                                             |

|  | Lycalopex culpaeus (renard de Magellan ou renard des Andes)                  |
|  |                                                                              |
|  | Lycalopex sechurae (renard du désert austral ou renard du desert de Sechura) |
|  |                                                                              |

|  | Lycalopex griseus (renard gris d'Argentine) |
|  |                                             |
|  | Lycalopex gymnocercus (renard d'Aszara)     |
|  |                                             |

|  | Lycalopex culpaeus (renard de Magellan ou renard des Andes)                  |
|  |                                                                              |
|  | Lycalopex sechurae (renard du désert austral ou renard du desert de Sechura) |
|  |                                                                              |

|  | Lycalopex griseus (renard gris d'Argentine) |
|  |                                             |
|  | Lycalopex gymnocercus (renard d'Aszara)     |
|  |                                             |

|  | Lycalopex culpaeus (renard de Magellan ou renard des Andes)                  |
|  |                                                                              |
|  | Lycalopex sechurae (renard du désert austral ou renard du desert de Sechura) |
|  |                                                                              |

|  | Lycalopex griseus (renard gris d'Argentine) |
|  |                                             |
|  | Lycalopex gymnocercus (renard d'Aszara)     |
|  |                                             |

|  | Lycalopex culpaeus (renard de Magellan ou renard des Andes)                  |
|  |                                                                              |
|  | Lycalopex sechurae (renard du désert austral ou renard du desert de Sechura) |
|  |                                                                              |

|  | Lycalopex griseus (renard gris d'Argentine) |
|  |                                             |
|  | Lycalopex gymnocercus (renard d'Aszara)     |
|  |                                             |

|  | Lycalopex culpaeus (renard de Magellan ou renard des Andes)                  |
|  |                                                                              |
|  | Lycalopex sechurae (renard du désert austral ou renard du desert de Sechura) |
|  |                                                                              |

|  | Lycalopex griseus (renard gris d'Argentine) |
|  |                                             |
|  | Lycalopex gymnocercus (renard d'Aszara)     |
|  |                                             |

|  | Lycalopex culpaeus (renard de Magellan ou renard des Andes)                  |
|  |                                                                              |
|  | Lycalopex sechurae (renard du désert austral ou renard du desert de Sechura) |
|  |                                                                              |

|  | Lycalopex griseus (renard gris d'Argentine) |
|  |                                             |
|  | Lycalopex gymnocercus (renard d'Aszara)     |
|  |                                             |

|  | Lycalopex culpaeus (renard de Magellan ou renard des Andes)                  |
|  |                                                                              |
|  | Lycalopex sechurae (renard du désert austral ou renard du desert de Sechura) |
|  |                                                                              |

|  | Lycalopex griseus (renard gris d'Argentine) |
|  |                                             |
|  | Lycalopex gymnocercus (renard d'Aszara)     |
|  |                                             |

|  | Lycalopex culpaeus (renard de Magellan ou renard des Andes)                  |
|  |                                                                              |
|  | Lycalopex sechurae (renard du désert austral ou renard du desert de Sechura) |
|  |                                                                              |

|  | Lycalopex griseus (renard gris d'Argentine) |
|  |                                             |
|  | Lycalopex gymnocercus (renard d'Aszara)     |
|  |                                             |

|  | Lycalopex culpaeus (renard de Magellan ou renard des Andes)                  |
|  |                                                                              |
|  | Lycalopex sechurae (renard du désert austral ou renard du desert de Sechura) |
|  |                                                                              |

|  | Lycalopex griseus (renard gris d'Argentine) |
|  |                                             |
|  | Lycalopex gymnocercus (renard d'Aszara)     |
|  |                                             |

|  | Lycalopex culpaeus (renard de Magellan ou renard des Andes)                  |
|  |                                                                              |
|  | Lycalopex sechurae (renard du désert austral ou renard du desert de Sechura) |
|  |                                                                              |

|  | Lycalopex griseus (renard gris d'Argentine) |
|  |                                             |
|  | Lycalopex gymnocercus (renard d'Aszara)     |
|  |                                             |

|  | Lycalopex culpaeus (renard de Magellan ou renard des Andes)                  |
|  |                                                                              |
|  | Lycalopex sechurae (renard du désert austral ou renard du desert de Sechura) |
|  |                                                                              |

|  | Lycalopex griseus (renard gris d'Argentine) |
|  |                                             |
|  | Lycalopex gymnocercus (renard d'Aszara)     |
|  |                                             |

|  | Lycalopex culpaeus (renard de Magellan ou renard des Andes)                  |
|  |                                                                              |
|  | Lycalopex sechurae (renard du désert austral ou renard du desert de Sechura) |
|  |                                                                              |

|  | Lycalopex griseus (renard gris d'Argentine) |
|  |                                             |
|  | Lycalopex gymnocercus (renard d'Aszara)     |
|  |                                             |

|  | Lycalopex culpaeus (renard de Magellan ou renard des Andes)                  |
|  |                                                                              |
|  | Lycalopex sechurae (renard du désert austral ou renard du desert de Sechura) |
|  |                                                                              |

|  | Lycalopex griseus (renard gris d'Argentine) |
|  |                                             |
|  | Lycalopex gymnocercus (renard d'Aszara)     |
|  |                                             |

|  | Lycalopex culpaeus (renard de Magellan ou renard des Andes)                  |
|  |                                                                              |
|  | Lycalopex sechurae (renard du désert austral ou renard du desert de Sechura) |
|  |                                                                              |

|  | Lycalopex griseus (renard gris d'Argentine) |
|  |                                             |
|  | Lycalopex gymnocercus (renard d'Aszara)     |
|  |                                             |

|  | Lycalopex culpaeus (renard de Magellan ou renard des Andes)                  |
|  |                                                                              |
|  | Lycalopex sechurae (renard du désert austral ou renard du desert de Sechura) |
|  |                                                                              |

|  | Speothos venaticus (chien des buissons)                                                                                        |
|  | |
|  | \| \| Chrysocyon brachyurus (loup à crinière) (Fig. 10) \| \| \| \| \| \| †Dusicyon australis (loup des Malouines) \| \| \| \| |
|  | |
|  | Chrysocyon brachyurus (loup à crinière) (Fig. 10)                                                                              |
|  | |
|  | †Dusicyon australis (loup des Malouines)                                                                                       |
|  | |

|  | Chrysocyon brachyurus (loup à crinière) (Fig. 10) |
|  |                                                   |
|  | †Dusicyon australis (loup des Malouines)          |
|  |                                                   |

|  | Lycalopex griseus (renard gris d'Argentine) |
|  |                                             |
|  | Lycalopex gymnocercus (renard d'Aszara)     |
|  |                                             |

|  | Lycalopex culpaeus (renard de Magellan ou renard des Andes)                  |
|  |                                                                              |
|  | Lycalopex sechurae (renard du désert austral ou renard du desert de Sechura) |
|  |                                                                              |

|  | Lycalopex griseus (renard gris d'Argentine) |
|  |                                             |
|  | Lycalopex gymnocercus (renard d'Aszara)     |
|  |                                             |

|  | Lycalopex culpaeus (renard de Magellan ou renard des Andes)                  |
|  |                                                                              |
|  | Lycalopex sechurae (renard du désert austral ou renard du desert de Sechura) |
|  |                                                                              |

|  | Lycalopex griseus (renard gris d'Argentine) |
|  |                                             |
|  | Lycalopex gymnocercus (renard d'Aszara)     |
|  |                                             |

|  | Lycalopex culpaeus (renard de Magellan ou renard des Andes)                  |
|  |                                                                              |
|  | Lycalopex sechurae (renard du désert austral ou renard du desert de Sechura) |
|  |                                                                              |

|  | Lycalopex griseus (renard gris d'Argentine) |
|  |                                             |
|  | Lycalopex gymnocercus (renard d'Aszara)     |
|  |                                             |

|  | Lycalopex culpaeus (renard de Magellan ou renard des Andes)                  |
|  |                                                                              |
|  | Lycalopex sechurae (renard du désert austral ou renard du desert de Sechura) |
|  |                                                                              |

|  | Lycalopex griseus (renard gris d'Argentine) |
|  |                                             |
|  | Lycalopex gymnocercus (renard d'Aszara)     |
|  |                                             |

|  | Lycalopex culpaeus (renard de Magellan ou renard des Andes)                  |
|  |                                                                              |
|  | Lycalopex sechurae (renard du désert austral ou renard du desert de Sechura) |
|  |                                                                              |

|  | Lycalopex griseus (renard gris d'Argentine) |
|  |                                             |
|  | Lycalopex gymnocercus (renard d'Aszara)     |
|  |                                             |

|  | Lycalopex culpaeus (renard de Magellan ou renard des Andes)                  |
|  |                                                                              |
|  | Lycalopex sechurae (renard du désert austral ou renard du desert de Sechura) |
|  |                                                                              |

|  | Lycalopex griseus (renard gris d'Argentine) |
|  |                                             |
|  | Lycalopex gymnocercus (renard d'Aszara)     |
|  |                                             |

|  | Lycalopex culpaeus (renard de Magellan ou renard des Andes)                  |
|  |                                                                              |
|  | Lycalopex sechurae (renard du désert austral ou renard du desert de Sechura) |
|  |                                                                              |

|  | Lycalopex griseus (renard gris d'Argentine) |
|  |                                             |
|  | Lycalopex gymnocercus (renard d'Aszara)     |
|  |                                             |

|  | Lycalopex culpaeus (renard de Magellan ou renard des Andes)                  |
|  |                                                                              |
|  | Lycalopex sechurae (renard du désert austral ou renard du desert de Sechura) |
|  |                                                                              |

|  | Lycalopex griseus (renard gris d'Argentine) |
|  |                                             |
|  | Lycalopex gymnocercus (renard d'Aszara)     |
|  |                                             |

|  | Lycalopex culpaeus (renard de Magellan ou renard des Andes)                  |
|  |                                                                              |
|  | Lycalopex sechurae (renard du désert austral ou renard du desert de Sechura) |
|  |                                                                              |

|  | Lycalopex griseus (renard gris d'Argentine) |
|  |                                             |
|  | Lycalopex gymnocercus (renard d'Aszara)     |
|  |                                             |

|  | Lycalopex culpaeus (renard de Magellan ou renard des Andes)                  |
|  |                                                                              |
|  | Lycalopex sechurae (renard du désert austral ou renard du desert de Sechura) |
|  |                                                                              |

|  | Lycalopex griseus (renard gris d'Argentine) |
|  |                                             |
|  | Lycalopex gymnocercus (renard d'Aszara)     |
|  |                                             |

|  | Lycalopex culpaeus (renard de Magellan ou renard des Andes)                  |
|  |                                                                              |
|  | Lycalopex sechurae (renard du désert austral ou renard du desert de Sechura) |
|  |                                                                              |

|  | Lycalopex griseus (renard gris d'Argentine) |
|  |                                             |
|  | Lycalopex gymnocercus (renard d'Aszara)     |
|  |                                             |

|  | Lycalopex culpaeus (renard de Magellan ou renard des Andes)                  |
|  |                                                                              |
|  | Lycalopex sechurae (renard du désert austral ou renard du desert de Sechura) |
|  |                                                                              |

|  | Lycalopex griseus (renard gris d'Argentine) |
|  |                                             |
|  | Lycalopex gymnocercus (renard d'Aszara)     |
|  |                                             |

|  | Lycalopex culpaeus (renard de Magellan ou renard des Andes)                  |
|  |                                                                              |
|  | Lycalopex sechurae (renard du désert austral ou renard du desert de Sechura) |
|  |                                                                              |

|  | Lycalopex griseus (renard gris d'Argentine) |
|  |                                             |
|  | Lycalopex gymnocercus (renard d'Aszara)     |
|  |                                             |

|  | Lycalopex culpaeus (renard de Magellan ou renard des Andes)                  |
|  |                                                                              |
|  | Lycalopex sechurae (renard du désert austral ou renard du desert de Sechura) |
|  |                                                                              |

|  | Lycalopex griseus (renard gris d'Argentine) |
|  |                                             |
|  | Lycalopex gymnocercus (renard d'Aszara)     |
|  |                                             |

|  | Lycalopex culpaeus (renard de Magellan ou renard des Andes)                  |
|  |                                                                              |
|  | Lycalopex sechurae (renard du désert austral ou renard du desert de Sechura) |
|  |                                                                              |

|  | Lycalopex griseus (renard gris d'Argentine) |
|  |                                             |
|  | Lycalopex gymnocercus (renard d'Aszara)     |
|  |                                             |

|  | Lycalopex culpaeus (renard de Magellan ou renard des Andes)                  |
|  |                                                                              |
|  | Lycalopex sechurae (renard du désert austral ou renard du desert de Sechura) |
|  |                                                                              |

|  | Lycalopex griseus (renard gris d'Argentine) |
|  |                                             |
|  | Lycalopex gymnocercus (renard d'Aszara)     |
|  |                                             |

|  | Lycalopex culpaeus (renard de Magellan ou renard des Andes)                  |
|  |                                                                              |
|  | Lycalopex sechurae (renard du désert austral ou renard du desert de Sechura) |
|  |                                                                              |

|  | Lycalopex griseus (renard gris d'Argentine) |
|  |                                             |
|  | Lycalopex gymnocercus (renard d'Aszara)     |
|  |                                             |

|  | Lycalopex culpaeus (renard de Magellan ou renard des Andes)                  |
|  |                                                                              |
|  | Lycalopex sechurae (renard du désert austral ou renard du desert de Sechura) |
|  |                                                                              |

|  | Lycalopex griseus (renard gris d'Argentine) |
|  |                                             |
|  | Lycalopex gymnocercus (renard d'Aszara)     |
|  |                                             |

|  | Lycalopex culpaeus (renard de Magellan ou renard des Andes)                  |
|  |                                                                              |
|  | Lycalopex sechurae (renard du désert austral ou renard du desert de Sechura) |
|  |                                                                              |

|  | Lycalopex griseus (renard gris d'Argentine) |
|  |                                             |
|  | Lycalopex gymnocercus (renard d'Aszara)     |
|  |                                             |

|  | Lycalopex culpaeus (renard de Magellan ou renard des Andes)                  |
|  |                                                                              |
|  | Lycalopex sechurae (renard du désert austral ou renard du desert de Sechura) |
|  |                                                                              |

|  | Lycalopex griseus (renard gris d'Argentine) |
|  |                                             |
|  | Lycalopex gymnocercus (renard d'Aszara)     |
|  |                                             |

|  | Lycalopex culpaeus (renard de Magellan ou renard des Andes)                  |
|  |                                                                              |
|  | Lycalopex sechurae (renard du désert austral ou renard du desert de Sechura) |
|  |                                                                              |

|  | Lycalopex griseus (renard gris d'Argentine) |
|  |                                             |
|  | Lycalopex gymnocercus (renard d'Aszara)     |
|  |                                             |

|  | Lycalopex culpaeus (renard de Magellan ou renard des Andes)                  |
|  |                                                                              |
|  | Lycalopex sechurae (renard du désert austral ou renard du desert de Sechura) |
|  |                                                                              |

|  | Lycalopex griseus (renard gris d'Argentine) |
|  |                                             |
|  | Lycalopex gymnocercus (renard d'Aszara)     |
|  |                                             |

|  | Lycalopex culpaeus (renard de Magellan ou renard des Andes)                  |
|  |                                                                              |
|  | Lycalopex sechurae (renard du désert austral ou renard du desert de Sechura) |
|  |                                                                              |

|  | Lycalopex griseus (renard gris d'Argentine) |
|  |                                             |
|  | Lycalopex gymnocercus (renard d'Aszara)     |
|  |                                             |

|  | Lycalopex culpaeus (renard de Magellan ou renard des Andes)                  |
|  |                                                                              |
|  | Lycalopex sechurae (renard du désert austral ou renard du desert de Sechura) |
|  |                                                                              |

|  | Lycalopex griseus (renard gris d'Argentine) |
|  |                                             |
|  | Lycalopex gymnocercus (renard d'Aszara)     |
|  |                                             |

|  | Lycalopex culpaeus (renard de Magellan ou renard des Andes)                  |
|  |                                                                              |
|  | Lycalopex sechurae (renard du désert austral ou renard du desert de Sechura) |
|  |                                                                              |

|  | Lycalopex griseus (renard gris d'Argentine) |
|  |                                             |
|  | Lycalopex gymnocercus (renard d'Aszara)     |
|  |                                             |

|  | Lycalopex culpaeus (renard de Magellan ou renard des Andes)                  |
|  |                                                                              |
|  | Lycalopex sechurae (renard du désert austral ou renard du desert de Sechura) |
|  |                                                                              |

|  | Lycalopex griseus (renard gris d'Argentine) |
|  |                                             |
|  | Lycalopex gymnocercus (renard d'Aszara)     |
|  |                                             |

|  | Lycalopex culpaeus (renard de Magellan ou renard des Andes)                  |
|  |                                                                              |
|  | Lycalopex sechurae (renard du désert austral ou renard du desert de Sechura) |
|  |                                                                              |

|  | Lycalopex griseus (renard gris d'Argentine) |
|  |                                             |
|  | Lycalopex gymnocercus (renard d'Aszara)     |
|  |                                             |

|  | Lycalopex culpaeus (renard de Magellan ou renard des Andes)                  |
|  |                                                                              |
|  | Lycalopex sechurae (renard du désert austral ou renard du desert de Sechura) |
|  |                                                                              |

|  | Lycalopex griseus (renard gris d'Argentine) |
|  |                                             |
|  | Lycalopex gymnocercus (renard d'Aszara)     |
|  |                                             |

|  | Lycalopex culpaeus (renard de Magellan ou renard des Andes)                  |
|  |                                                                              |
|  | Lycalopex sechurae (renard du désert austral ou renard du desert de Sechura) |
|  |                                                                              |

|  | Lycalopex griseus (renard gris d'Argentine) |
|  |                                             |
|  | Lycalopex gymnocercus (renard d'Aszara)     |
|  |                                             |

|  | Lycalopex culpaeus (renard de Magellan ou renard des Andes)                  |
|  |                                                                              |
|  | Lycalopex sechurae (renard du désert austral ou renard du desert de Sechura) |
|  |                                                                              |

|  | Lycalopex griseus (renard gris d'Argentine) |
|  |                                             |
|  | Lycalopex gymnocercus (renard d'Aszara)     |
|  |                                             |

|  | Lycalopex culpaeus (renard de Magellan ou renard des Andes)                  |
|  |                                                                              |
|  | Lycalopex sechurae (renard du désert austral ou renard du desert de Sechura) |
|  |                                                                              |

|  | Lycalopex griseus (renard gris d'Argentine) |
|  |                                             |
|  | Lycalopex gymnocercus (renard d'Aszara)     |
|  |                                             |

|  | Lycalopex culpaeus (renard de Magellan ou renard des Andes)                  |
|  |                                                                              |
|  | Lycalopex sechurae (renard du désert austral ou renard du desert de Sechura) |
|  |                                                                              |

|  | Lycalopex griseus (renard gris d'Argentine) |
|  |                                             |
|  | Lycalopex gymnocercus (renard d'Aszara)     |
|  |                                             |

|  | Lycalopex culpaeus (renard de Magellan ou renard des Andes)                  |
|  |                                                                              |
|  | Lycalopex sechurae (renard du désert austral ou renard du desert de Sechura) |
|  |                                                                              |

|  | Lycalopex griseus (renard gris d'Argentine) |
|  |                                             |
|  | Lycalopex gymnocercus (renard d'Aszara)     |
|  |                                             |

|  | Lycalopex culpaeus (renard de Magellan ou renard des Andes)                  |
|  |                                                                              |
|  | Lycalopex sechurae (renard du désert austral ou renard du desert de Sechura) |
|  |                                                                              |

|  | Lycalopex griseus (renard gris d'Argentine) |
|  |                                             |
|  | Lycalopex gymnocercus (renard d'Aszara)     |
|  |                                             |

|  | Lycalopex culpaeus (renard de Magellan ou renard des Andes)                  |
|  |                                                                              |
|  | Lycalopex sechurae (renard du désert austral ou renard du desert de Sechura) |
|  |                                                                              |

|  | Lycalopex griseus (renard gris d'Argentine) |
|  |                                             |
|  | Lycalopex gymnocercus (renard d'Aszara)     |
|  |                                             |

|  | Lycalopex culpaeus (renard de Magellan ou renard des Andes)                  |
|  |                                                                              |
|  | Lycalopex sechurae (renard du désert austral ou renard du desert de Sechura) |
|  |                                                                              |

|  | Lycalopex griseus (renard gris d'Argentine) |
|  |                                             |
|  | Lycalopex gymnocercus (renard d'Aszara)     |
|  |                                             |

|  | Lycalopex culpaeus (renard de Magellan ou renard des Andes)                  |
|  |                                                                              |
|  | Lycalopex sechurae (renard du désert austral ou renard du desert de Sechura) |
|  |                                                                              |

|  | Lycalopex griseus (renard gris d'Argentine) |
|  |                                             |
|  | Lycalopex gymnocercus (renard d'Aszara)     |
|  |                                             |

|  | Lycalopex culpaeus (renard de Magellan ou renard des Andes)                  |
|  |                                                                              |
|  | Lycalopex sechurae (renard du désert austral ou renard du desert de Sechura) |
|  |                                                                              |

|  | Lycalopex griseus (renard gris d'Argentine) |
|  |                                             |
|  | Lycalopex gymnocercus (renard d'Aszara)     |
|  |                                             |

|  | Lycalopex culpaeus (renard de Magellan ou renard des Andes)                  |
|  |                                                                              |
|  | Lycalopex sechurae (renard du désert austral ou renard du desert de Sechura) |
|  |                                                                              |

|  | Lycalopex griseus (renard gris d'Argentine) |
|  |                                             |
|  | Lycalopex gymnocercus (renard d'Aszara)     |
|  |                                             |

|  | Lycalopex culpaeus (renard de Magellan ou renard des Andes)                  |
|  |                                                                              |
|  | Lycalopex sechurae (renard du désert austral ou renard du desert de Sechura) |
|  |                                                                              |

|  | Lycalopex griseus (renard gris d'Argentine) |
|  |                                             |
|  | Lycalopex gymnocercus (renard d'Aszara)     |
|  |                                             |

|  | Lycalopex culpaeus (renard de Magellan ou renard des Andes)                  |
|  |                                                                              |
|  | Lycalopex sechurae (renard du désert austral ou renard du desert de Sechura) |
|  |                                                                              |

|  | Lycalopex griseus (renard gris d'Argentine) |
|  |                                             |
|  | Lycalopex gymnocercus (renard d'Aszara)     |
|  |                                             |

|  | Lycalopex culpaeus (renard de Magellan ou renard des Andes)                  |
|  |                                                                              |
|  | Lycalopex sechurae (renard du désert austral ou renard du desert de Sechura) |
|  |                                                                              |

|  | Lycalopex griseus (renard gris d'Argentine) |
|  |                                             |
|  | Lycalopex gymnocercus (renard d'Aszara)     |
|  |                                             |

|  | Lycalopex culpaeus (renard de Magellan ou renard des Andes)                  |
|  |                                                                              |
|  | Lycalopex sechurae (renard du désert austral ou renard du desert de Sechura) |
|  |                                                                              |

|  | Lycalopex griseus (renard gris d'Argentine) |
|  |                                             |
|  | Lycalopex gymnocercus (renard d'Aszara)     |
|  |                                             |

|  | Lycalopex culpaeus (renard de Magellan ou renard des Andes)                  |
|  |                                                                              |
|  | Lycalopex sechurae (renard du désert austral ou renard du desert de Sechura) |
|  |                                                                              |

|  | Lycalopex griseus (renard gris d'Argentine) |
|  |                                             |
|  | Lycalopex gymnocercus (renard d'Aszara)     |
|  |                                             |

|  | Lycalopex culpaeus (renard de Magellan ou renard des Andes)                  |
|  |                                                                              |
|  | Lycalopex sechurae (renard du désert austral ou renard du desert de Sechura) |
|  |                                                                              |

|  | Lycalopex griseus (renard gris d'Argentine) |
|  |                                             |
|  | Lycalopex gymnocercus (renard d'Aszara)     |
|  |                                             |

|  | Lycalopex culpaeus (renard de Magellan ou renard des Andes)                  |
|  |                                                                              |
|  | Lycalopex sechurae (renard du désert austral ou renard du desert de Sechura) |
|  |                                                                              |

|  | Lycalopex griseus (renard gris d'Argentine) |
|  |                                             |
|  | Lycalopex gymnocercus (renard d'Aszara)     |
|  |                                             |

|  | Lycalopex culpaeus (renard de Magellan ou renard des Andes)                  |
|  |                                                                              |
|  | Lycalopex sechurae (renard du désert austral ou renard du desert de Sechura) |
|  |                                                                              |

|  | Lycalopex griseus (renard gris d'Argentine) |
|  |                                             |
|  | Lycalopex gymnocercus (renard d'Aszara)     |
|  |                                             |

|  | Lycalopex culpaeus (renard de Magellan ou renard des Andes)                  |
|  |                                                                              |
|  | Lycalopex sechurae (renard du désert austral ou renard du desert de Sechura) |
|  |                                                                              |

|  | Lycalopex griseus (renard gris d'Argentine) |
|  |                                             |
|  | Lycalopex gymnocercus (renard d'Aszara)     |
|  |                                             |

|  | Lycalopex culpaeus (renard de Magellan ou renard des Andes)                  |
|  |                                                                              |
|  | Lycalopex sechurae (renard du désert austral ou renard du desert de Sechura) |
|  |                                                                              |

|  | Lycalopex griseus (renard gris d'Argentine) |
|  |                                             |
|  | Lycalopex gymnocercus (renard d'Aszara)     |
|  |                                             |

|  | Lycalopex culpaeus (renard de Magellan ou renard des Andes)                  |
|  |                                                                              |
|  | Lycalopex sechurae (renard du désert austral ou renard du desert de Sechura) |
|  |                                                                              |

|  | Lycalopex griseus (renard gris d'Argentine) |
|  |                                             |
|  | Lycalopex gymnocercus (renard d'Aszara)     |
|  |                                             |

|  | Lycalopex culpaeus (renard de Magellan ou renard des Andes)                  |
|  |                                                                              |
|  | Lycalopex sechurae (renard du désert austral ou renard du desert de Sechura) |
|  |                                                                              |

|  | Lycalopex griseus (renard gris d'Argentine) |
|  |                                             |
|  | Lycalopex gymnocercus (renard d'Aszara)     |
|  |                                             |

|  | Lycalopex culpaeus (renard de Magellan ou renard des Andes)                  |
|  |                                                                              |
|  | Lycalopex sechurae (renard du désert austral ou renard du desert de Sechura) |
|  |                                                                              |

|  | Lycalopex griseus (renard gris d'Argentine) |
|  |                                             |
|  | Lycalopex gymnocercus (renard d'Aszara)     |
|  |                                             |

|  | Lycalopex culpaeus (renard de Magellan ou renard des Andes)                  |
|  |                                                                              |
|  | Lycalopex sechurae (renard du désert austral ou renard du desert de Sechura) |
|  |                                                                              |

|  | Lycalopex griseus (renard gris d'Argentine) |
|  |                                             |
|  | Lycalopex gymnocercus (renard d'Aszara)     |
|  |                                             |

|  | Lycalopex culpaeus (renard de Magellan ou renard des Andes)                  |
|  |                                                                              |
|  | Lycalopex sechurae (renard du désert austral ou renard du desert de Sechura) |
|  |                                                                              |

|  | Lycalopex griseus (renard gris d'Argentine) |
|  |                                             |
|  | Lycalopex gymnocercus (renard d'Aszara)     |
|  |                                             |

|  | Lycalopex culpaeus (renard de Magellan ou renard des Andes)                  |
|  |                                                                              |
|  | Lycalopex sechurae (renard du désert austral ou renard du desert de Sechura) |
|  |                                                                              |

|  | Lycalopex griseus (renard gris d'Argentine) |
|  |                                             |
|  | Lycalopex gymnocercus (renard d'Aszara)     |
|  |                                             |

|  | Lycalopex culpaeus (renard de Magellan ou renard des Andes)                  |
|  |                                                                              |
|  | Lycalopex sechurae (renard du désert austral ou renard du desert de Sechura) |
|  |                                                                              |

|  | Lycalopex griseus (renard gris d'Argentine) |
|  |                                             |
|  | Lycalopex gymnocercus (renard d'Aszara)     |
|  |                                             |

|  | Lycalopex culpaeus (renard de Magellan ou renard des Andes)                  |
|  |                                                                              |
|  | Lycalopex sechurae (renard du désert austral ou renard du desert de Sechura) |
|  |                                                                              |

|  | Lycalopex griseus (renard gris d'Argentine) |
|  |                                             |
|  | Lycalopex gymnocercus (renard d'Aszara)     |
|  |                                             |

|  | Lycalopex culpaeus (renard de Magellan ou renard des Andes)                  |
|  |                                                                              |
|  | Lycalopex sechurae (renard du désert austral ou renard du desert de Sechura) |
|  |                                                                              |

|  | Lycalopex griseus (renard gris d'Argentine) |
|  |                                             |
|  | Lycalopex gymnocercus (renard d'Aszara)     |
|  |                                             |

|  | Lycalopex culpaeus (renard de Magellan ou renard des Andes)                  |
|  |                                                                              |
|  | Lycalopex sechurae (renard du désert austral ou renard du desert de Sechura) |
|  |                                                                              |

|  | Lycalopex griseus (renard gris d'Argentine) |
|  |                                             |
|  | Lycalopex gymnocercus (renard d'Aszara)     |
|  |                                             |

|  | Lycalopex culpaeus (renard de Magellan ou renard des Andes)                  |
|  |                                                                              |
|  | Lycalopex sechurae (renard du désert austral ou renard du desert de Sechura) |
|  |                                                                              |

|  | Lycalopex griseus (renard gris d'Argentine) |
|  |                                             |
|  | Lycalopex gymnocercus (renard d'Aszara)     |
|  |                                             |

|  | Lycalopex culpaeus (renard de Magellan ou renard des Andes)                  |
|  |                                                                              |
|  | Lycalopex sechurae (renard du désert austral ou renard du desert de Sechura) |
|  |                                                                              |

|  | Lycalopex griseus (renard gris d'Argentine) |
|  |                                             |
|  | Lycalopex gymnocercus (renard d'Aszara)     |
|  |                                             |

|  | Lycalopex culpaeus (renard de Magellan ou renard des Andes)                  |
|  |                                                                              |
|  | Lycalopex sechurae (renard du désert austral ou renard du desert de Sechura) |
|  |                                                                              |

|  | Lycalopex griseus (renard gris d'Argentine) |
|  |                                             |
|  | Lycalopex gymnocercus (renard d'Aszara)     |
|  |                                             |

|  | Lycalopex culpaeus (renard de Magellan ou renard des Andes)                  |
|  |                                                                              |
|  | Lycalopex sechurae (renard du désert austral ou renard du desert de Sechura) |
|  |                                                                              |

|  | Lycalopex griseus (renard gris d'Argentine) |
|  |                                             |
|  | Lycalopex gymnocercus (renard d'Aszara)     |
|  |                                             |

|  | Lycalopex culpaeus (renard de Magellan ou renard des Andes)                  |
|  |                                                                              |
|  | Lycalopex sechurae (renard du désert austral ou renard du desert de Sechura) |
|  |                                                                              |

- Distribution : il vit en Amérique du Sud (régions sud, sud-est et centre-ouest du Brésil, Paraguay, nord de l'Argentine, Bolivie).
- Habitat : prairies et forêts broussailleuses.
- Dimensions : Longueur du corps de 120 à 130 cm pour une hauteur au garrot de 75 à 90 cm. Sa queue est d'une longueur de 28 à 45 cm et son poids varie de 20 à 25 kg. Pas de variation géographique ni de dimorphisme sexuel.
- Pelage : roux chamois, avec des « chaussettes » noires, museau et crinière noirs, dessous du menton blanc, de même que l'intérieur des oreilles et le bout de la queue. Les nouveau-nés sont noirs, avec l'extrémité de la queue blanche.
- Gestation : environ 65 jours.
- Longévité : inconnue dans la nature (12 à 15 ans en captivité).

Le loup à crinière est perché sur de grandes pattes. Ses repas sont composés d'environ 50 % de fruits. Il complète cela avec des petits rongeurs, des insectes ou des oiseaux. Il chasse toujours en solitaire.
Ils ne forment pas de meute mais vivent en couple, sur un territoire de 30 km2.

## Alimentation
Le loup à crinière est omnivore et se révèle être un chasseur opportuniste, s'attaquant à des proies allant des petits vertébrés jusqu'au paca. Ses proies les plus habituelles sont les lapins, les petits rongeurs, les oiseaux et les tatous, et plus rarement des reptiles, des insectes voire des poissons. Il consomme également beaucoup de fruits (jusqu'à la moitié de son alimentation), dont le « fruit du loup » (fruit de Solanum lycocarpum, autrement nommé « tomato-like fruit of Lobeira » en anglais). Ce fruit disposerait de propriétés antiparasitaires contre le ver rénal géant, Dioctophyme renale. Le loup à crinière effectue ses quêtes de nourriture, seul et surtout la nuit. Il peut aussi le faire durant la journée, dans des zones à l'écart des humains.

## Comportement social
Le loup à crinière se reproduit généralement à partir de l'âge de 2 ans, bien qu'il puisse atteindre sa maturité sexuelle lors de sa première année. Les femelles ont une portée par an, entre juin et septembre. Les loups à crinière s'installent dans des terriers aménagés sous un couvert suffisant. On ignore le rôle des mâles dans l'éducation des jeunes chez les individus vivant en liberté, mais en captivité, on a remarqué qu'ils les nourrissaient par régurgitation.
Les couples semblent être monogames, vivant dans des territoires d'un ordre de 30 km2, d'après une étude[Laquelle ?] menée sur deux couples[réf. nécessaire].

## État des populations, pressions, menaces
Une étude publiée en 2012 a montré que de même que pour quelques espèces proches, le loup à crinière bioaccumule des métaux lourds toxiques (plomb notamment, facteur de saturnisme animal), en quantité préoccupante.

## Galerie

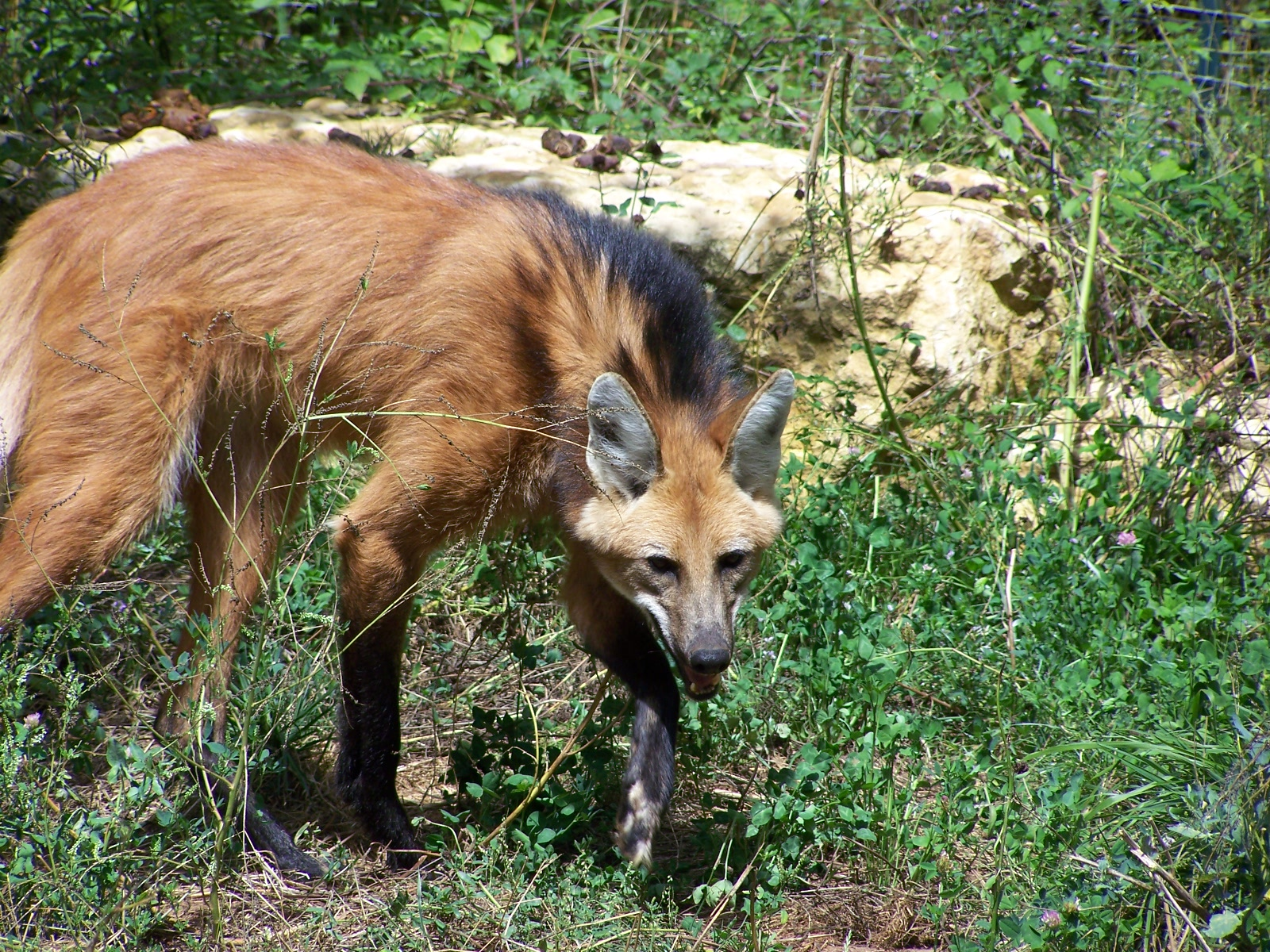
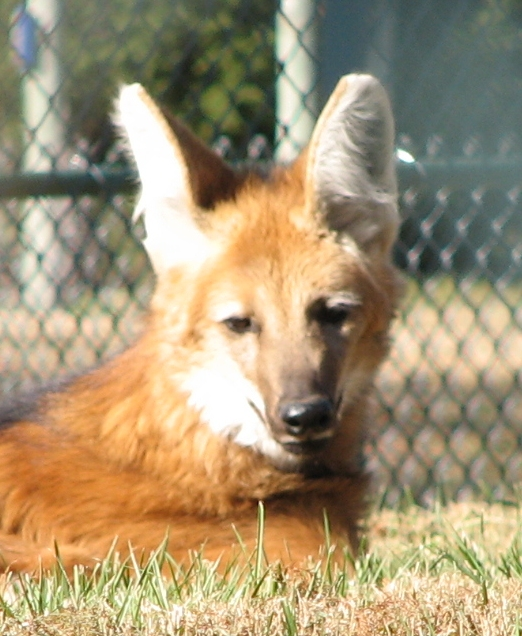
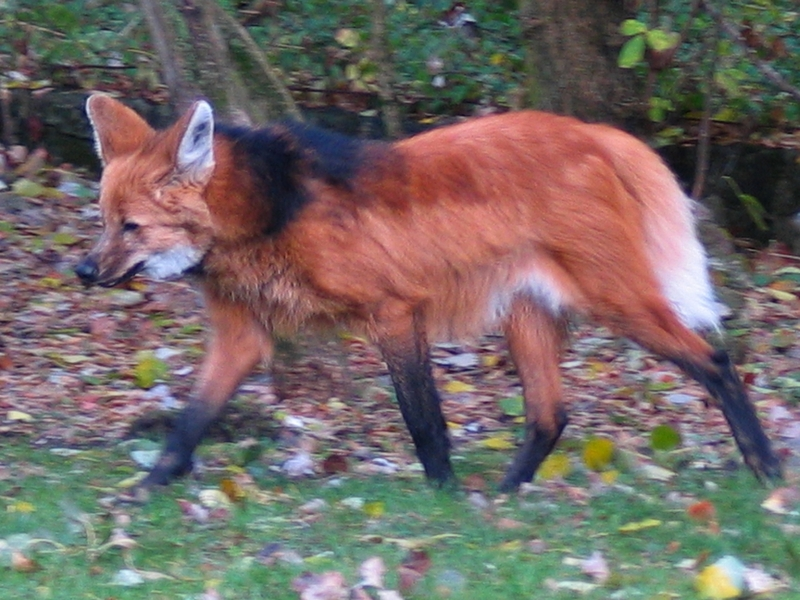
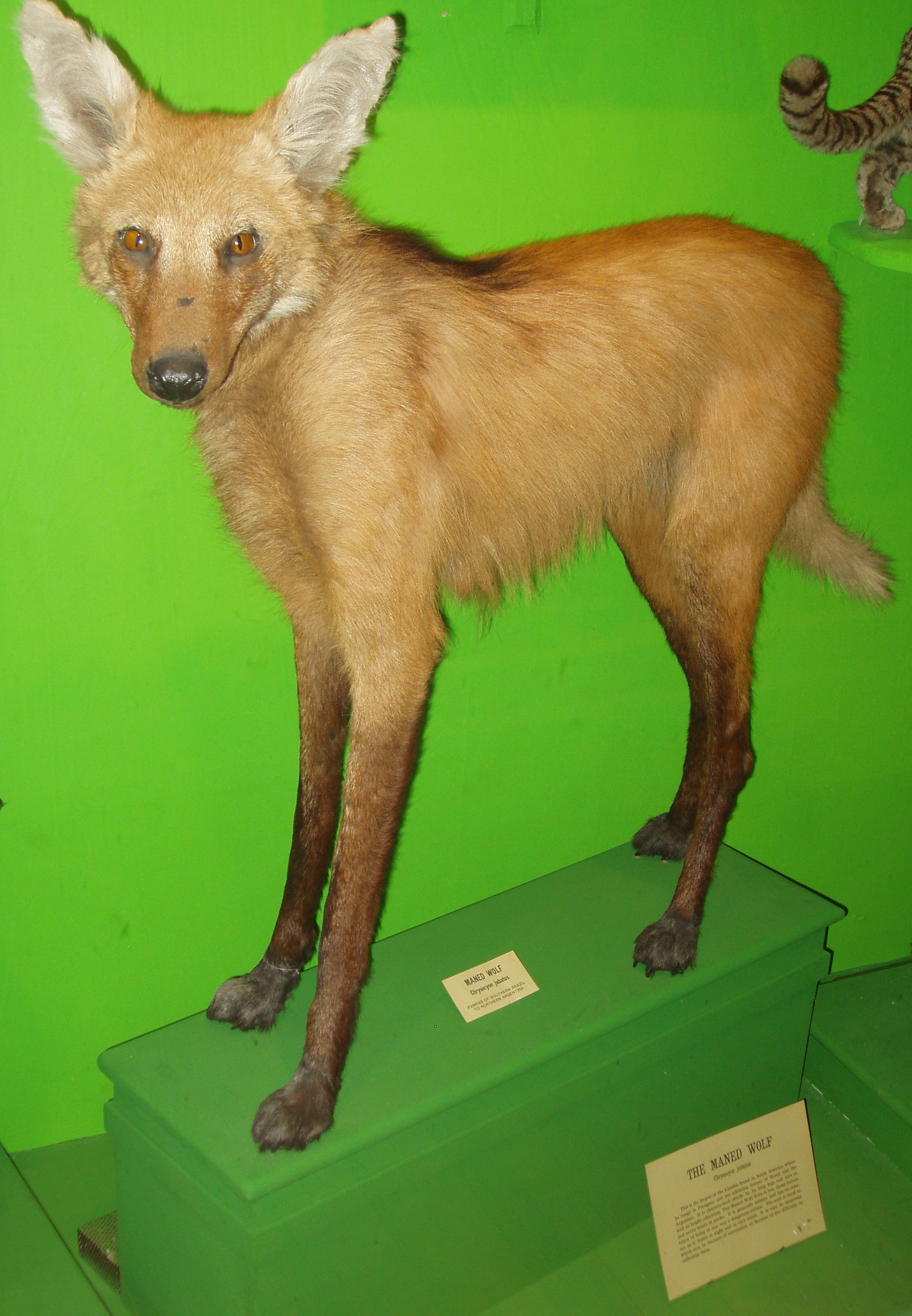
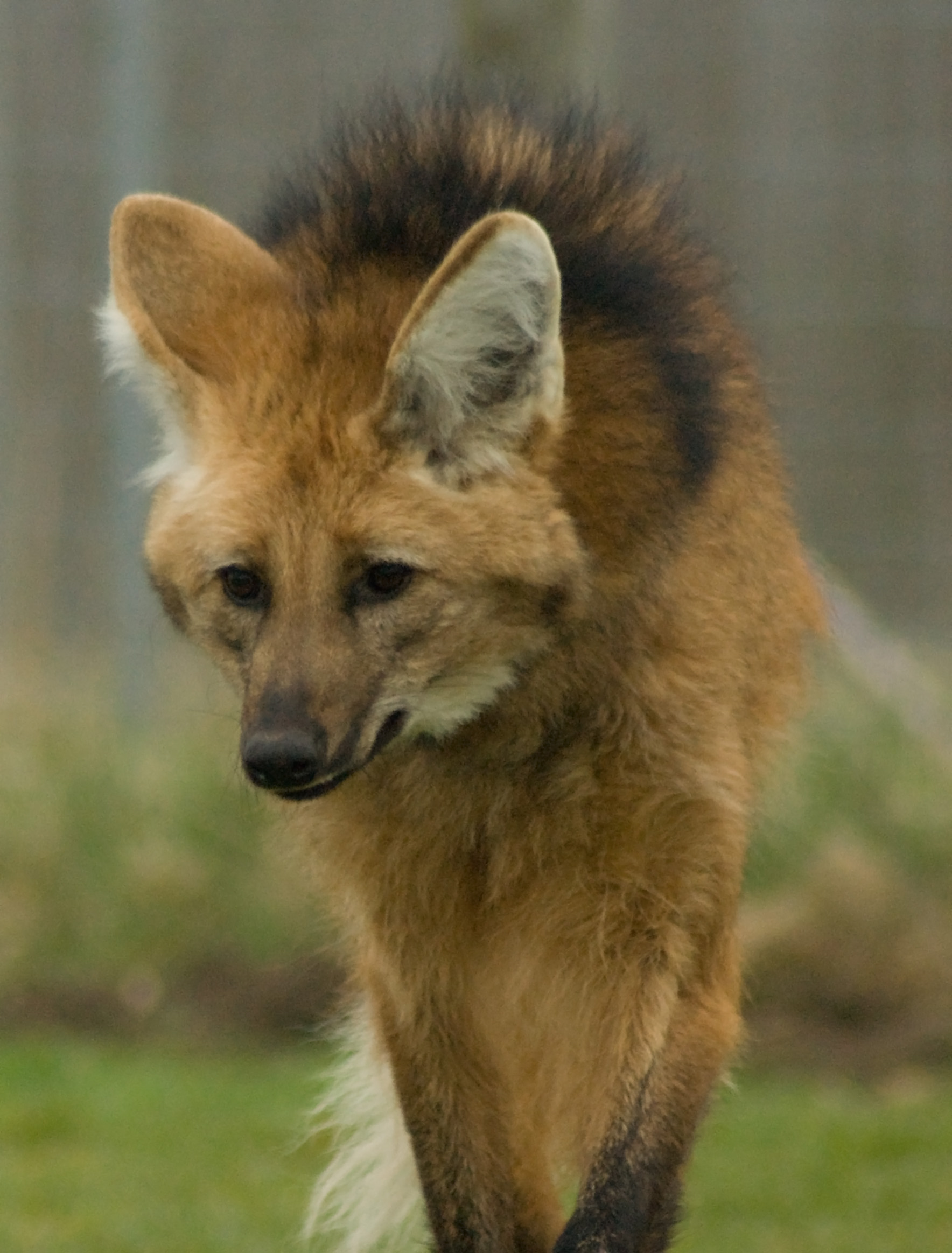
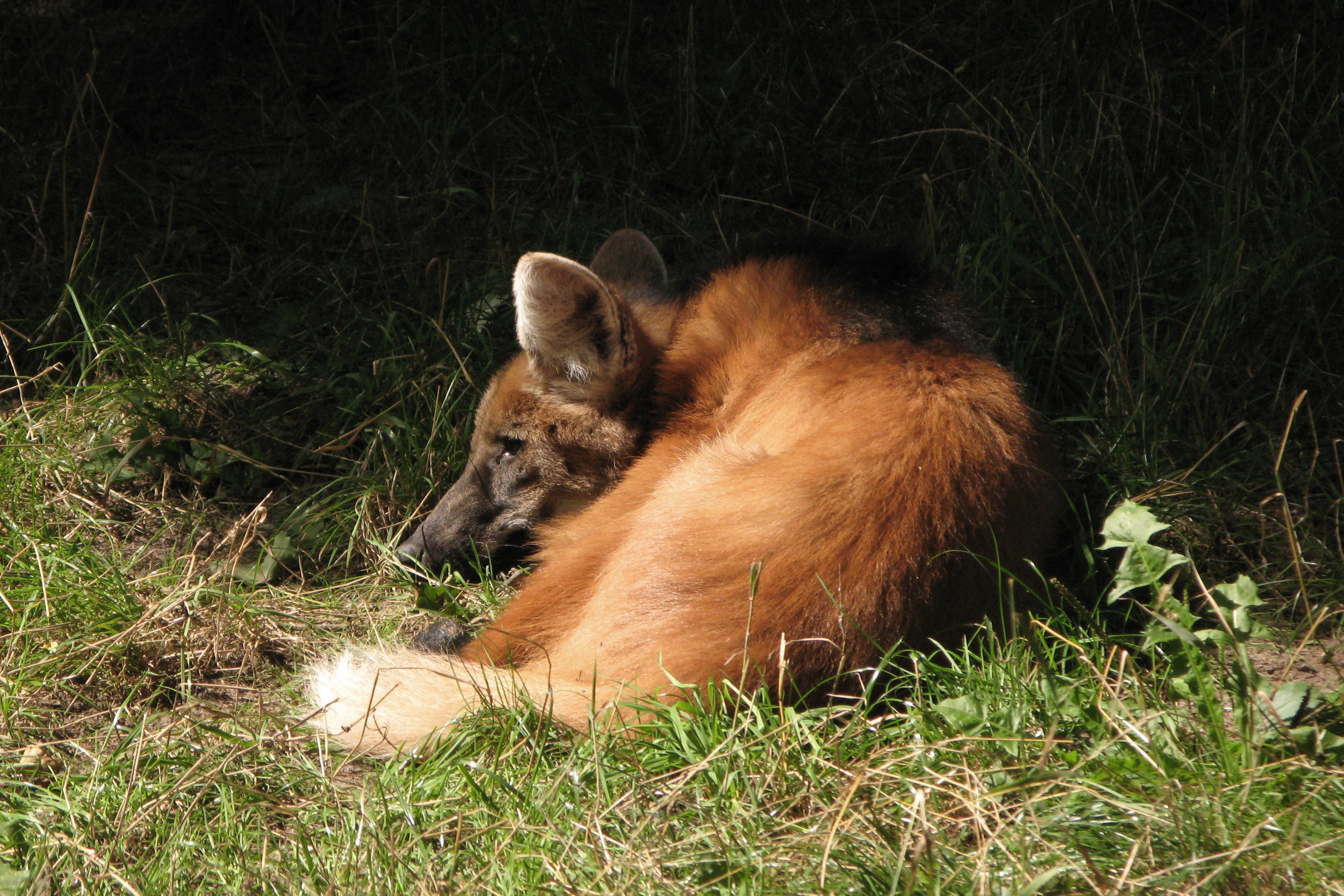
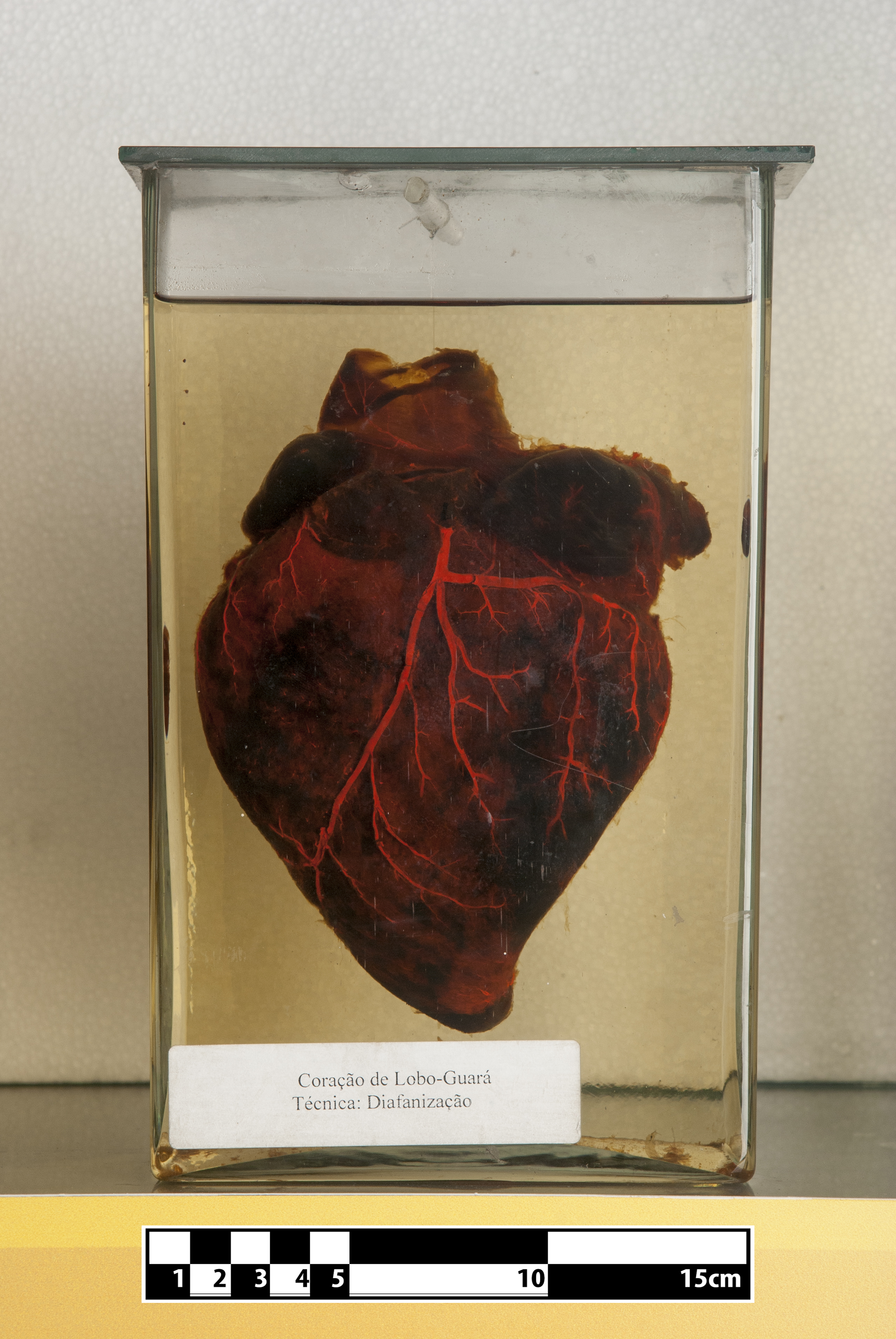
Cœur de loup à crinière (Chrysocyon brachyurus).